# Danh sách đĩa đơn quán quân Hot 100 năm 2009 (Brazil)
Dưới đây là danh sách những đĩa đơn đã giành vị trí quán quân trên bảng xếp hạng Billboard Brazil Hot 100 trong năm 2009. Lưu ý rằng bảng xếp hạng được Billboard công bố hàng tháng. Vị trí quán quân đầu tiên trên bảng xếp hạng thuộc về ca khúc "Halo" của Beyoncé.

## Lịch sử bảng xếp hạng
| Ngày phát hành | Ca khúc                       | Nghệ sĩ      |
| -------------- | ----------------------------- | ------------ |
| Tháng 10       | "Halo"                        | Beyoncé      |
| Tháng 11       | "Halo"                        | Beyoncé      |
| Tháng 12       | "I Want to Know What Love Is" | Mariah Carey |